# 阿爾布里斯峰
46°27′50″N 9°57′49″E / 46.46389°N 9.96361°E

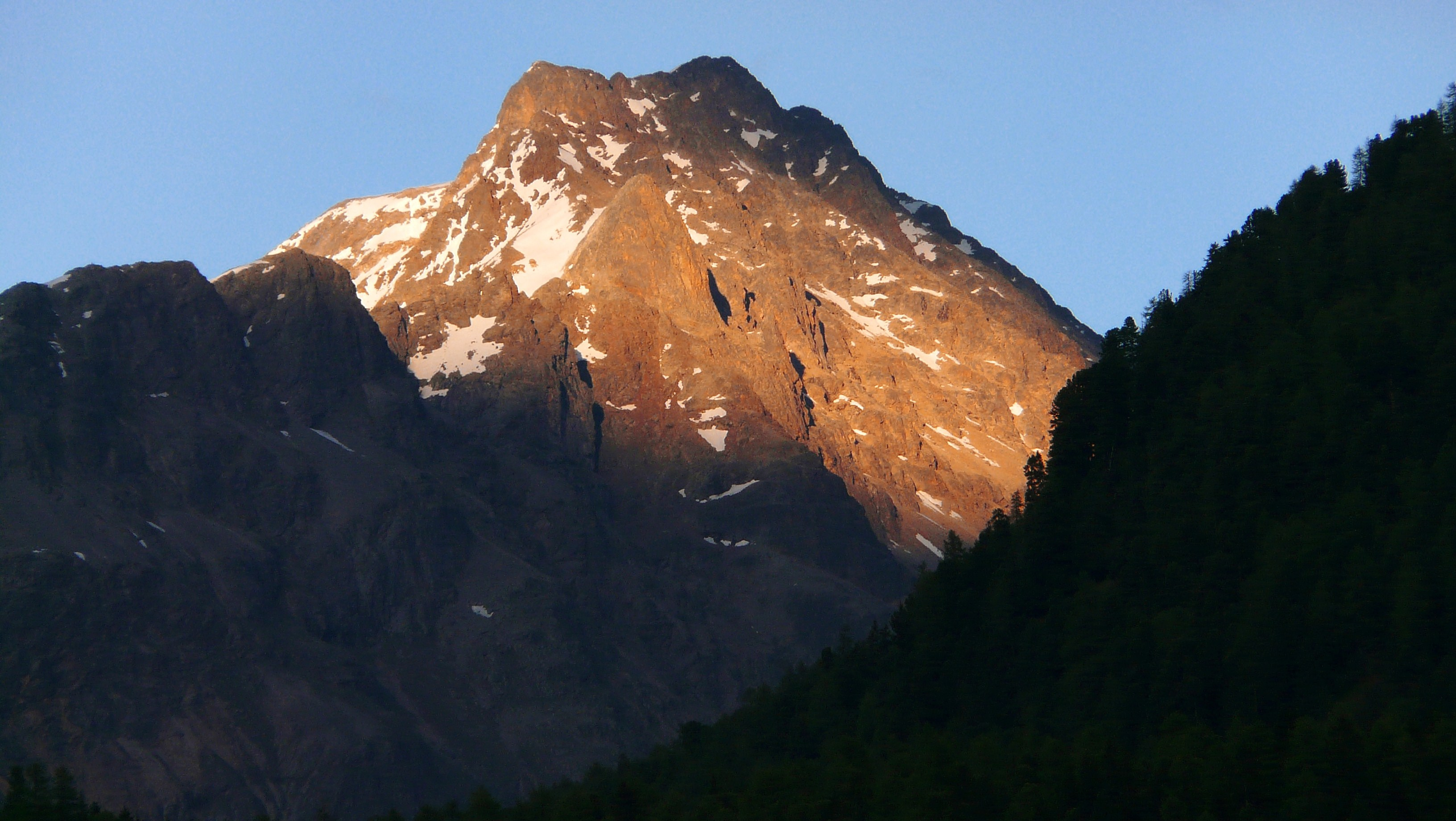

阿爾布里斯峰（Piz Albris），是瑞士的山峰，位於該國東南部，由格勞賓登州負責管轄，屬於利維尼奧阿爾卑斯山脈的一部分，海拔高度3,166米，每年平均降雨量1,386毫米。